# Fally Ipupa
Fally Ipupa N'simba (Kinshasa, 14 december 1977) is een succesvolle Congolees zanger, songwriter, gitarist en producer. Van 1999 tot 2006 maakte hij deel uit van Quartier Latin International van Koffi Olomide.

## Discografie
- 2006 - Droit Chemin
- 2009 - Arsenal de Belles Mélodies
- 2013 - Power "Kosa Leka" Vol 1&2
- 2017 - Tokooos
- 2018 - Control
- 2020 - Tokooos II
- 2021 - Tokooos II (Bonus Version)
- 2022 - Tokooos II Gold
- 2023 - Formule 7

- Bibliothèque nationale de France: cb161570973 (data)
- Gemeinsame Normdatei: 1275856438
- International Standard Name Identifier: 0000 0000 7305 2910
- Library of Congress Control Number: n2012206842
- MusicBrainz: 455a23c4-ec18-4e87-893d-db79514eb50b
- Système universitaire de documentation: 165122072
- Virtual International Authority File: 102424621
- WorldCat: E39PBJgXd7p3C68Y9qfWYWd84q